# Randall Tire Company
A Randall Tire Company, na 237 S. Wilson St. em Vinita, Oklahoma, foi construída em 1931. Foi incluída no Registro Nacional de Lugares Históricos em 1995.
Ela está localizada no lado oeste da histórica U.S. Route 66 dos EUA. Foi considerado notável como "um excelente exemplo da arquitetura de estilo comercial vernacular primitivo". O edifício é um prédio de um andar, de arenito nativo, com telhado plano. Com formato de pedra irregular e trabalho de argamassa em forma de contas, o edifício se distingue por uma crista de rochas de arenito ao longo de um parapeito curvilíneo. Localizado em meio a uma mistura de tipos de propriedades, o edifício está situado em uma faixa comercial na extremidade sul da cidade de Vinita, no nordeste de Oklahoma".